# Nuvilly
Nuvilly (frp. Nuviyi) – gmina (fr. commune; niem. Gemeinde) w Szwajcarii, w kantonie Fryburg, w okręgu Broye.

## Demografia
W Nuvilly mieszka 471 osób. W 2020 roku 15,1% populacji gminy stanowiły osoby urodzone poza Szwajcarią.

## Transport
Przez teren gminy przebiega droga główna nr 150.